# Richard Loncraine
Richard Loncraine (Cheltenham, Gloucestershire, 20 d'octubre de 1946) és un director de cinema i de televisió britànic.
Loncraine va rebre formació inicial al departament de llargmetratges de la BBC, inclosa una temporada per dirigir articles per a Tomorrow's World. Abans de la seva carrera al cinema, va ser un escultor i el primer que va crear un pèndol de Newton cromàtic. El 1996, va guanyar l'Ós de Plata al millor director al 46è Festival Internacional de Cinema de Berlín per Ricard III.

## Filmografia

### Cinema
- Slade in Flame (1975)
- Full Circle (1977)
- The Missionary (1982)
- Brimstone and Treacle (1982)
- Bellman and True (1987)
- Ricard III (1995)[2]
- My House in Umbria (2003)
- Wimbledon (2004)
- Firewall (2006)
- My One and Only (2009)
- 5 Flights Up (2014)
- Ballant la vida (2017)

### Televisió
- Secret Orchards (1979)
- Blade on the Feather (1980)
- Wide-Eyed and Legless (1993)
- Band of Brothers (2001)
- The Gathering Storm (2002)
- The Special Relationship (2010)[3]